# Atletika na Letních olympijských hrách 2012 – 200 metrů muži
 Běh na 200 metrů mužů na Letních olympijských hrách 2012 se uskutečnil 7. až 9. srpna na Olympijském stadionu v Londýně. Všechny tři medailové pozice obsadili sprinteři z Jamajky, časem 19,32 vyhrál Usain Bolt.

## Rekordy
Před startem soutěže byly platné rekordy následující:
| Světový rekord           | Usain Bolt (JAM)  | 19,19 | Berlín, Německo   | 20. srpna 2009   |
| Olympijský rekord        | Usain Bolt (JAM)  | 19,30 | Peking, Čína      | 20. srpna 2008   |
| Nejlepší výkon roku 2012 | Yohan Blake (JAM) | 19,80 | Kingston, Jamajka | 1. července 2012 |

## Kalendář
Pozn. Všechny časy jsou v britském letním čase (UTC+1).
| Datum                 | Čas   | Kolo       |
| --------------------- | ----- | ---------- |
| Úterý 7. srpna 2012   | 11:50 | Rozběhy    |
| Středa 8. srpna 2012  | 20:10 | Semifinále |
| Čtvrtek 9. srpna 2012 | 20:55 | Finále     |

## Výsledky
- Q Přímý postup
- q Postup na čas
- DNS Nestartoval
- DNF Nedokončil
- DQ Diskvalifikován

- PB osobní rekord
- SB nejlepší čas sezóny
- NR národní rekord
- CR kontinentální rekord
- OR olympijský rekord
- WR světový rekord

### Rozběhy
Z každého rozběhu postoupili přímo do semifinále první tři běžci (Q). Z ostatních dodatečně postoupili tři s nejlepším časem (q).

#### Rozběh 1
| Poř. | Běžec                   | Země                   | Čas   | Pozn. |
| ---- | ----------------------- | ---------------------- | ----- | ----- |
| 1    | Usain Bolt              | Jamajka                | 20,39 | Q     |
| 2    | Aldemir da Silva Junior | Brazílie               | 20,53 | Q     |
| 3    | Isiah Young             | Spojené státy americké | 20,55 | Q     |
| 4    | Alex Wilson             | Švýcarsko              | 20,57 | q     |
| 5    | Noah Akwu               | Nigérie                | 20,67 |       |
| 6    | Michael Herrera         | Kuba                   | 21,05 |       |
| 7    | Vjačeslav Muravyjev     | Kazachstán             | 21,75 |       |
| 8    | Jidou El Moctar         | Mauritánie             | 22,94 | PB    |

#### Rozběh 2
| Poř. | Běžec                       | Země                   | Čas   | Pozn. |
| ---- | --------------------------- | ---------------------- | ----- | ----- |
| 1    | Christophe Lemaitre         | Francie                | 20,34 | Q     |
| 2    | Anaso Jobodwana             | Jihoafrická republika  | 20,46 | Q     |
| 3    | Aaron Brown                 | Kanada                 | 20,55 | Q, PB |
| 4    | Likoúrgos-Stéfanos Tsákonas | Řecko                  | 20,56 | q     |
| 5    | Rondel Sorrillo             | Trinidad a Tobago      | 20,76 |       |
| 6    | Carlos Jorge                | Dominikánská republika | 21,02 |       |
| 7    | Cristián Reyes              | Chile                  | 21,29 |       |
| 8    | Ibrahim Turay               | Sierra Leone           | 21,90 | PB    |

#### Rozběh 3
| Poř. | Běžec               | Země                   | Čas   | Pozn. |
| ---- | ------------------- | ---------------------- | ----- | ----- |
| 1    | Maurice Mitchell    | Spojené státy americké | 20,54 | Q     |
| 2    | Christian Malcolm   | Velká Británie         | 20,59 | Q     |
| 3    | Michael Mathieu     | Bahamy                 | 20,62 | Q     |
| 4    | Roberto Skyers      | Kuba                   | 20,66 |       |
| 5    | Shota Iizuka        | Japonsko               | 20,81 |       |
| 6    | Sibusiso Matsenjwa  | Svazijsko              | 20,93 | NR    |
| 7    | José Carlos Herrera | Mexiko                 | 21,17 |       |
| 8    | Joel Redhead        | Grenada                | 21,22 |       |

#### Rozběh 4
| Poř. | Běžec               | Země     | Čas   | Pozn. |
| ---- | ------------------- | -------- | ----- | ----- |
| 1    | Yohan Blake         | Jamajka  | 20,38 | Q     |
| 2    | Bruno de Barros     | Brazílie | 20,52 | Q     |
| 3    | Jaysuma Saidy Ndure | Norsko   | 20,52 | Q     |
| 4    | Sergij Smelyk       | Ukrajina | 20,65 |       |
| 5    | Paul Hession        | Irsko    | 20,69 |       |
| 6    | Zhenye Xie          | Čína     | 20,69 |       |
| 7    | Mosito Lehata       | Lesotho  | 20,74 |       |

#### Rozběh 5
| Poř. | Běžec           | Země                  | Čas   | Pozn. |
| ---- | --------------- | --------------------- | ----- | ----- |
| 1    | Warren Weir     | Jamajka               | 20,29 | Q     |
| 2    | Antoine Adams   | Svatý Kryštof a Nevis | 20,59 | Q     |
| 3    | Kamil Krynski   | Polsko                | 20,66 | Q     |
| 4    | Pavel Maslák    | Česko                 | 20,67 |       |
| 5    | Tremaine Harris | Kanada                | 20,70 |       |
| 6    | Marek Niit      | Estonsko              | 20,82 |       |
| 7    | Reto Schenkel   | Švýcarsko             | 20,98 |       |
| -    | Alonso Edward   | Panama                | -     | DQ    |

#### Rozběh 6
| Poř. | Běžec             | Země                   | Čas   | Pozn. |
| ---- | ----------------- | ---------------------- | ----- | ----- |
| 1    | Alex Quiñónez     | Ekvádor                | 20,28 | Q, NR |
| 2    | Wallace Spearmon  | Spojené státy americké | 20,47 | Q     |
| 3    | Shinji Takahira   | Japonsko               | 20,57 | Q     |
| 4    | Brendan Christian | Antigua a Barbuda      | 20,63 | q, SB |
| 5    | Jonathan Åstrand  | Finsko                 | 20,73 | SB    |
| 6    | Aziz Ouhadi       | Maroko                 | 20,80 |       |
| 7    | Sandro Viana      | Brazílie               | 21,05 |       |
| -    | Ben Youssef Meité | Pobřeží slonoviny      | -     | DNS   |

#### Rozběh 7
| Poř. | Běžec                     | Země           | Čas    | Pozn. |
| ---- | ------------------------- | -------------- | ------ | ----- |
| 1    | Churandy Martina          | Nizozemsko     | 20,58  | Q     |
| 2    | Kei Takase                | Japonsko       | 20,72  | Q     |
| 3    | Jared Connaughton         | Kanada         | 20,072 | Q     |
| 4    | Amr Ibrahim Mostafa Seoud | Egypt          | 20,81  |       |
| 5    | Arnaldo Abrantes          | Portugalsko    | 20,88  |       |
| 6    | James Ellington           | Velká Británie | 21,23  |       |
| 7    | Trevorvano Mackey         | Bahamy         | 21,28  |       |
| 8    | Jean-Yves Esparon         | Seychely       | 21,99  |       |

### Semifinále
Z každého semifinále postoupili do finále přímo dva nejlepší běžci (Q). Z ostatních dodatečně postoupili dva běžci s nejlepším časem (q).

#### Semifinále 1
| Poř. | Běžec                       | Země                   | Čas   | Pozn. |
| ---- | --------------------------- | ---------------------- | ----- | ----- |
| 1    | Yohan Blake                 | Jamajka                | 20,01 | Q     |
| 2    | Wallace Spearmon            | Spojené státy americké | 20,02 | Q     |
| 3    | Christophe Lemaitre         | Francie                | 20,03 | q     |
| 4    | Jaysuma Saidy Ndure         | Norsko                 | 20,42 |       |
| 5    | Likoúrgos-Stéfanos Tsákonas | Řecko                  | 20,52 | PB    |
| 6    | Bruno de Barros             | Brazílie               | 20,55 |       |
| 7    | Jared Connaughton           | Kanada                 | 20,64 |       |
| 8    | Kei Takase                  | Japonsko               | 20,70 |       |

#### Semifinále 2
| Poř. | Běžec                   | Země                   | Čas   | Pozn. |
| ---- | ----------------------- | ---------------------- | ----- | ----- |
| 1    | Usain Bolt              | Jamajka                | 20,18 | Q     |
| 2    | Anaso Jobodwana         | Jihoafrická republika  | 20,27 | Q, PB |
| 3    | Alex Quiñónez           | Ekvádor                | 20,37 | q     |
| 4    | Aaron Brown             | Kanada                 | 20,42 | PB    |
| 5    | Aldemir da Silva Junior | Brazílie               | 20,63 |       |
| 6    | Kamil Krynski           | Polsko                 | 20,83 |       |
| 7    | Alex Wilson             | Švýcarsko              | 20,85 |       |
| 8    | Isiah Young             | Spojené státy americké | 20,89 |       |

#### Semifinále 3
| Poř. | Běžec             | Země                   | Čas   | Pozn. |
| ---- | ----------------- | ---------------------- | ----- | ----- |
| 1    | Churandy Martina  | Nizozemsko             | 20,17 | Q     |
| 2    | Warren Weir       | Jamajka                | 20,28 | Q     |
| 3    | Christian Malcolm | Velká Británie         | 20,51 |       |
| 4    | Maurice Mitchell  | Spojené státy americké | 20,56 |       |
| 5    | Brendan Christian | Antigua a Barbuda      | 20,58 | SB    |
| 6    | Antoine Adams     | Svatý Kryštof a Nevis  | 20,65 |       |
| 7    | Shinji Takahira   | Japonsko               | 20,77 |       |
| -    | Michael Mathieu   | Bahamy                 | -     | DQ    |

### Finále
| Zlatá medaile    | 7 | Usain Bolt          | Jamajka                | 19,32          | SB |
| Stříbrná medaile | 4 | Yohan Blake         | Jamajka                | 19,44          | SB |
| Bronzová medaile | 8 | Warren Weir         | Jamajka                | 19,84          | PB |
| 4                | 6 | Wallace Spearmon    | Spojené státy americké | 19,90          | SB |
| 5                | 5 | Churandy Martina    | Nizozemsko             | 20,00          |    |
| 6                | 2 | Christophe Lemaitre | Francie                | 20,19          |    |
| 7                | 3 | Alex Quiñónez       | Ekvádor                | 20,57          |    |
| 8                | 9 | Anaso Jobodwana     | Jihoafrická republika  | 20,69          |    |
|                  |   |                     |                        | Vítr: +0,4 m/s |    |